# Gaétan D’Amours

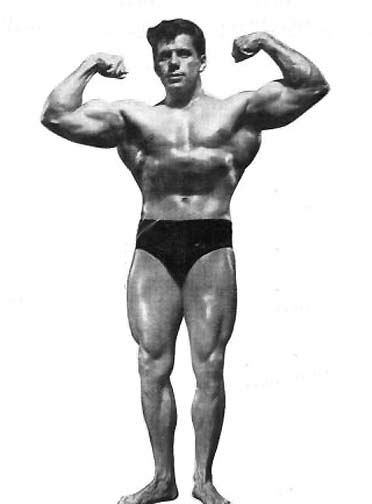
Gaétan D’Amours

Gaétan D’Amours (* 1933 in Mont-Joli, Québec; † 25. April 2007) war ein kanadischer Bodybuilder.

## Biographie
Neben seiner Musikausbildung war D’Amours sportlich engagiert. Über 50 Jahre betrieb er Bodybuilding. D’Amours gewann den Bodybuilder-Wettbewerb Mr. Canada (CBBF), und gewann den Bodybuilder-Wettbewerb Mr. America (IFBB), des Weiteren errang er viele Bodybuildingtitel weltweit. Der Verband wurde von Ben und Joe Weider gegründet. D’Amours starb am 25. April 2007 im Alter von 74 Jahren.

## Bodybuilding Titel
- 1960 M. Québec – AAU, 1. Platz
- 1961 M. Canada – AAU, 1. Platz
- 1961 Mr America – AAU, 1. Platz
- 1967 Mr Universe – AAU, 5. Platz